# Liste der französischen Botschafter in Deutschland
Liste der französischen Botschafter in Deutschland.

## Missionschefs

### Gesandte beimDeutschen Bund
Französische Gesandte beim Bundestag des Deutschen Bundes in Frankfurt am Main. 

### Botschafter imDeutschen Reich
1871: Aufnahme diplomatischer Beziehungen
- 1871–1877: Élie de Gontaut-Biron
- 1877–1881: Charles Raymond de Saint-Vallier
- 1881–1886: Alphonse Chodron de Courcel
- 1886–1896: Jules Gabriel Herbette
- 1896–1902: Emmanuel Henri Victurnien de Noailles
- 1902–1907: Georges Paul Louis Bihourd
- 1907–1914: Jules Cambon

1914–1920: Unterbrechung der Beziehungen
- 1920–1922: Charles François Laurent
- 1922–1931: Pierre de Margerie
- 1931–1938: André François-Poncet
- 1938–1939: Robert Coulondre

1939: Abbruch diplomatischer Beziehungen

### Botschafter in der BundesrepublikDeutschland

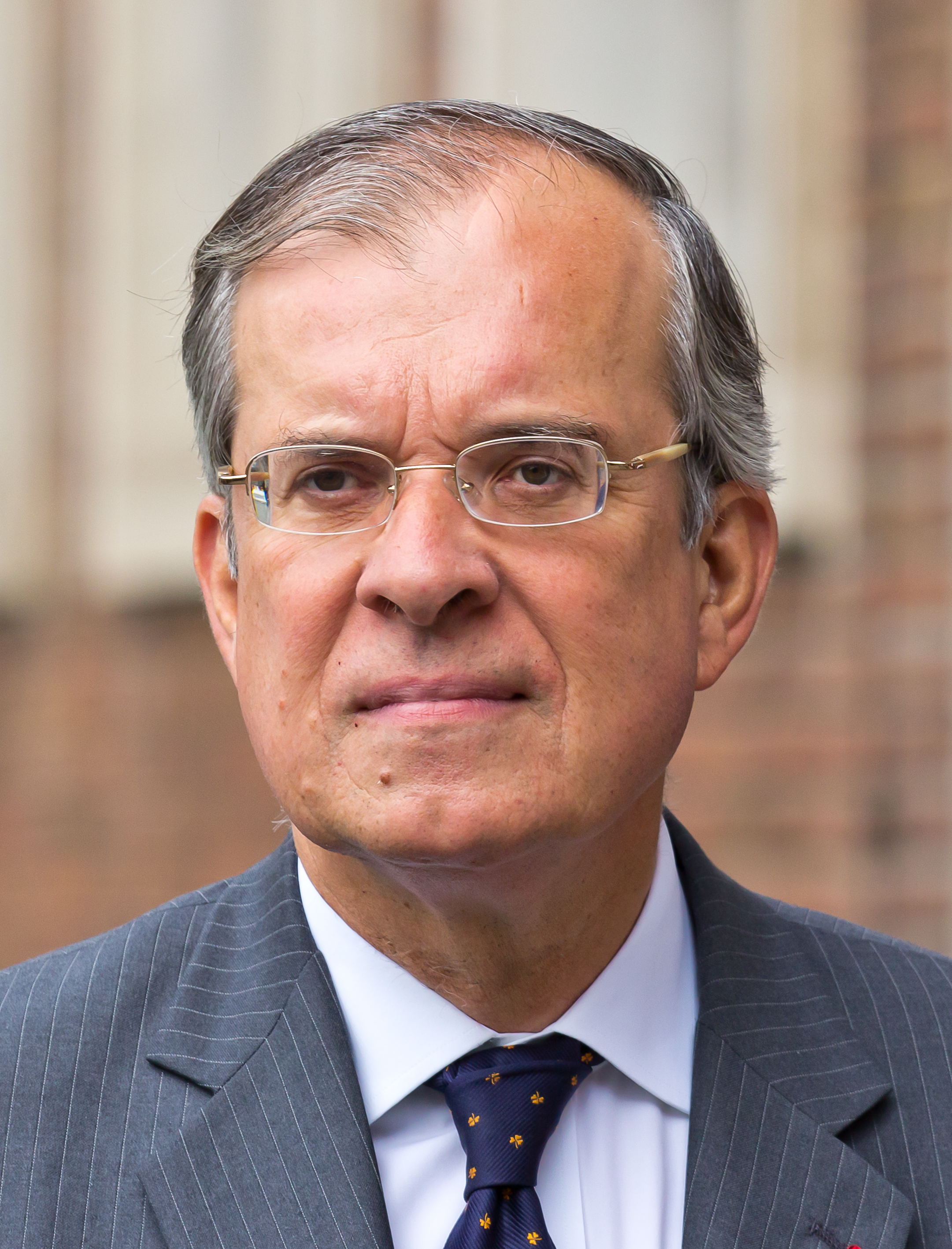
Maurice Gourdault-Montagne (2012)

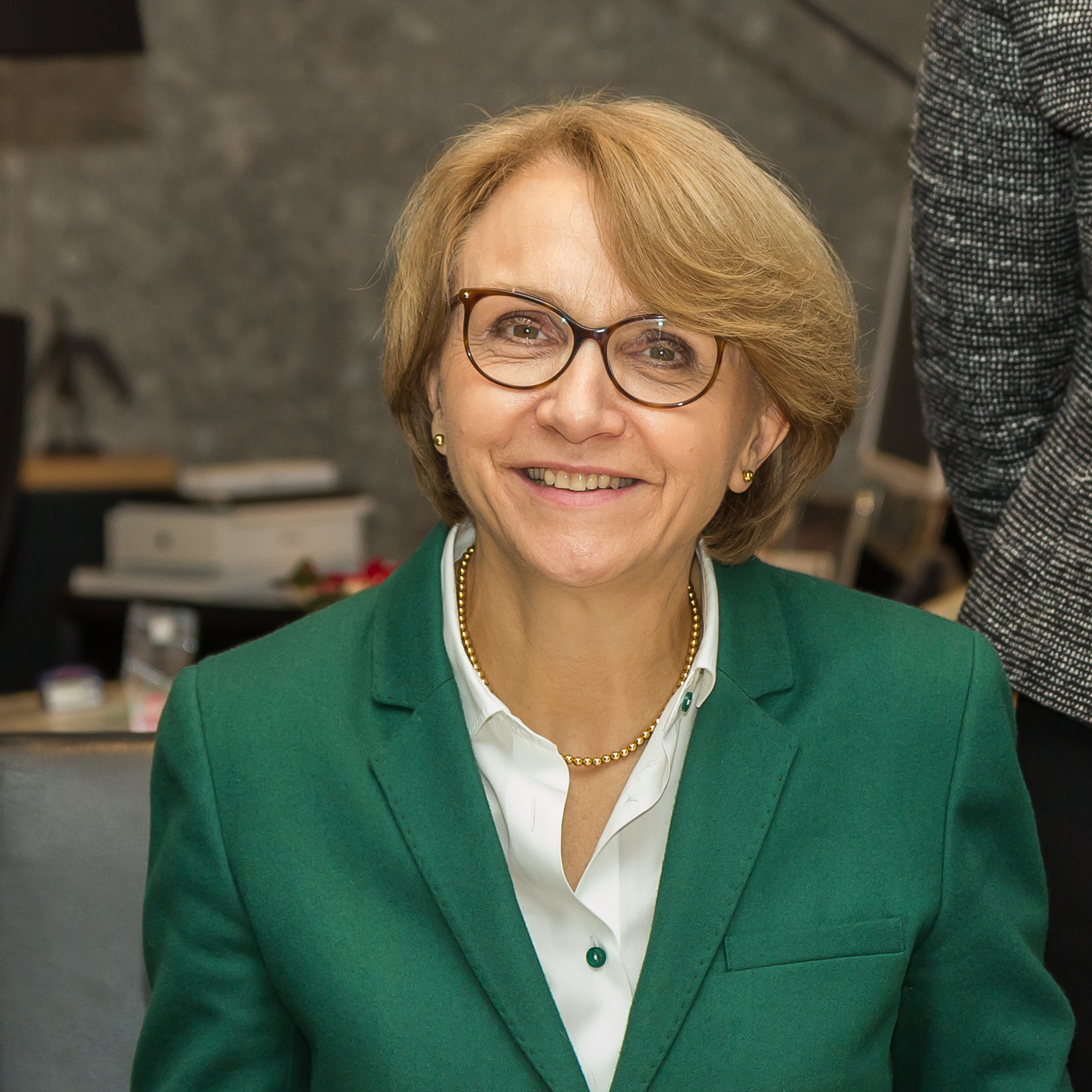
Anne-Marie Descôtes (2017)

1949: Aufnahme diplomatischer Beziehungen
- 1949–1955: André François-Poncet
- 1955–1956: Louis Joxe
- 1956–1958: Maurice Couve de Murville
- 1958–1962: François Seydoux de Clausonne
- 1962–1965: Roland de Margerie
- 1965–1970: François Seydoux de Clausonne
- 1970–1974: Jean Sauvagnargues
- 1974–1977: Olivier Wormser
- 1977–1981: Jean-Pierre Brunet
- 1981–1983: Henri Froment-Meurice
- 1983–1986: Jacques Morizet
- 1986–1992: Serge Boidevaix
- 1992–1993: Bertrand Dufourcq
- 1993–1999: François Scheer
- 1999–2007: Claude Martin
- 2007–2011: Bernard de Faubournet de Montferrand
- 2011–2014: Maurice Gourdault-Montagne
- 2014–2017: Philippe Étienne
- 2017–2022: Anne-Marie Descôtes
- seit 2022: François Delattre